# Северобайкальск (станция)
Северобайка́льск — станция Северобайкальского региона Восточно-Сибирской железной дороги на Байкало-Амурской магистрали (1063 километр).
Находится в городе Северобайкальске Республики Бурятия.
Северобайкальск изначально планировался как постоянный город, центр Бурятского участка БАМа. На стройке работало большое количество комсомольцев из Ленинграда. Вокзал спроектировал новосибирский архитектор Владимир Авксентюк. По его словам он пытался передать близость Байкала. Здание имеет вантовую кровлю. Вокзал пректировался в стиле интернационального модернизма, но, в связи со сменой эпохи, смотрится ближе к постмодернизму с примесью национальной эклектики. В своей статье Авсентюк объясняет необходимость вантовой крыши высокой сейсмической активностью в регионе.

## Дальнее следование по станции
По состоянию на июнь 2018 года через станцию проходят следующие поезда дальнего следования:

### Круглогодичное движение поездов
| № поезда | Маршрут движения             | № поезда | Маршрут движения             |
| -------- | ---------------------------- | -------- | ---------------------------- |
| 71       | Северобайкальск — Улан-Удэ   | 72       | Улан-Удэ — Северобайкальск   |
| 75       | Нерюнгри — Москва            | 76       | Москва — Нерюнгри            |
| 91       | Северобайкальск — Москва     | 92       | Москва — Северобайкальск     |
| 97       | Тында — Кисловодск           | 98       | Кисловодск — Тында           |
| 347      | Северобайкальск — Красноярск | 348      | Красноярск — Северобайкальск |
| 375      | Нерюнгри — Тайшет            | 376      | Тайшет — Нерюнгри            |

### Сезонное движение поездов
| № поезда | Маршрут движения        | № поезда | Маршрут движения        |
| -------- | ----------------------- | -------- | ----------------------- |
| 229      | Северобайкальск — Анапа | 230      | Анапа — Северобайкальск |
| 235      | Тында — Анапа           | 236      | Анапа — Тында           |
| 273      | Северобайкальск — Адлер | 274      | Адлер — Северобайкальск |

## Пригородное сообщение по станции
| № поезда  | Маршрут движения                  | № поезда  | Маршрут движения                  |
| --------- | --------------------------------- | --------- | --------------------------------- |
| 6375      | Кюхельбекерская — Северобайкальск | 6376      | Северобайкальск — Кюхельбекерская |
| 6371      | Новый Уоян — Северобайкальск      | 6372      | Северобайкальск — Новый Уоян      |
| 6368/6370 | Киренга — Северобайкальск         | 6369/6367 | Северобайкальск — Киренга         |